# Játar
Játar là một đô thị trong tỉnh Granada, Tây Ban Nha. Dân số năm 2024 là 612 người.